# Rindgea
Rindgea là một chi bướm ngày thuộc họ Lycaenidae.